# Marchiennes
Pour les articles homonymes, voir Marchienne.
Marchiennes est une commune française, située dans le département du Nord en région Hauts-de-France. .

## Géographie

### Localisation
La commune est située  en Flandre romane, en Ostrevent, et dans l'ancien  bassin minier du Nord-Pas-de-Calais
Marchiennes est au cœur du parc naturel régional Scarpe-Escaut, le « cœur de nature », élément important de la trame verte régionale concentré de sites naturels de grande valeur écologique, couvrant quatre forêts domaniales dont la forêt domaniale de Marchiennes, les plaines alluviales de la Scarpe et de l'Escaut. À la suite du drainage agricole périphérique et au surcreusement d'un fossé de drainage périphérique, cette forêt autrefois très humide souffre d'une baisse de la nappe qui en période de sécheresse menace les chênes et les amphibiens. La pose de palplanches sur les fossés de drainages intérieurs à la forêt n'ayant pas apporté les résultats escomptés.
Dans le département du Nord, Marchiennes est un poumon vert  qui occupe une position centrale, car à proximité des autoroutes A1 et A23, Marchiennes, à 20 minutes de Lille et de Tournai, 15 minutes de Douai et Valenciennes, 2 heures de Paris et 1h de Bruxelles.
Le sentier de grande randonnée, GR 121 passe dans le bourg.
La commune se trouve dans l'aire d'attraction de Lille (partie française), dans la zone d'emploi de Douai et est la ville-centre de son unité urbaine et de son bassin de vie.

### Communes limitrophes
Les communes limitrophes sont Beuvry-la-Forêt, Tilloy-lez-Marchiennes, Vred, Wandignies-Hamage, Warlaing, Bouvignies, Flines-lez-Raches, Lallaing, Pecquencourt, Rieulay et Somain.
| Bouvignies 5 km         | Beuvry-la-Forêt 6 km | Tilloy-lez-Marchiennes 5 km |
| Flines-lez-Raches 8 km  | Marchiennes          | Warlaing 6 km               |
| Vred 5 km Lallaing 8 km | Rieulay 4 km         | Wandignies-Hamage 4 km      |

### Géologie et relief
La superficie de la commune est de 21,44 km2 ; son altitude varie de 15  à   21 mètres.

### Hydrographie

#### Réseau hydrographique

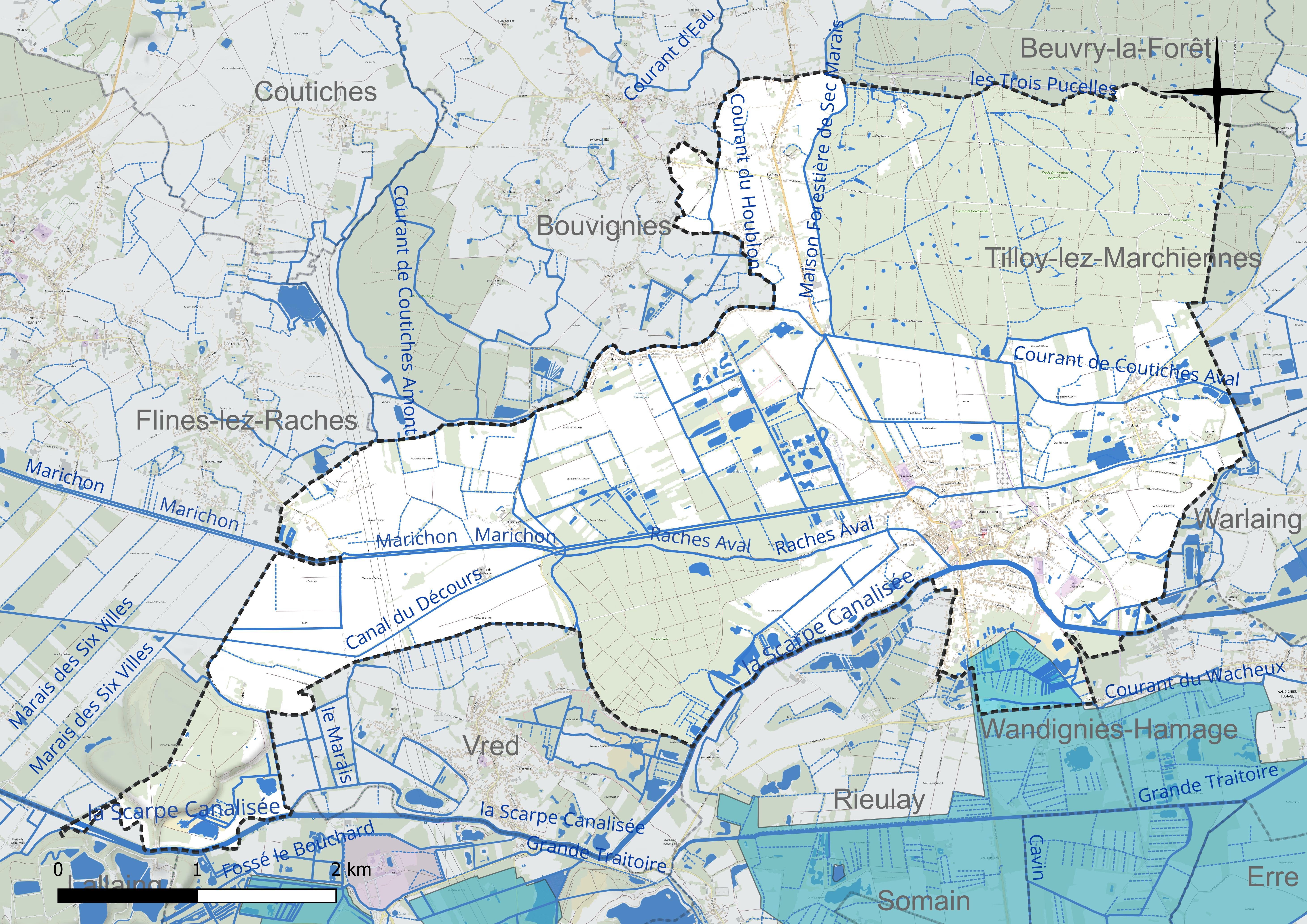
Réseau hydrographique de Marchiennes.

La commune est située dans le bassin Artois-Picardie.
Elle est drainée par la Scarpe canalisée, le Courant de Coutiches Amont, la Raches Aval, le canal du Décours, le Courant du Wacheux, le Marichon, le Courant de Coutiches Aval, le Courant du Houblon, la Maison Forestière de Sec Marais, le Marais, les Trois Pucelles et divers autres petits cours d'eau,,.
La Scarpe canalisée et une section canalisée de la Scarpe, d'une longueur de 67 km, prend sa source dans la commune de Arras et se jette  dans l'Escaut canalisée à Mortagne-du-Nord, après avoir traversé 34 communes.
Le Courant de Coutiches Amont, d'une longueur de 17 km, prend sa source dans la commune de Thumeries et se jette  dans le Marichon sur la commune, après avoir traversé huit communes. Les caractéristiques hydrologiques du courant de Coutiches sont données par la station hydrologique située sur la commune. Le débit moyen mensuel est de 0,409 m3/s. Le débit moyen journalier maximum est de 8,520 6 mars 20 129,91 m3/s, atteint le 4 juillet 2005.
Le Raches Aval, d'une longueur de 13 km, prend sa source dans la commune de Roost-Warendin et se jette  dans la Scarpe canalisée sur la commune, après avoir traversé cinq communes.
Le canal du Décours, d'une longueur de 16 km, prend sa source dans la commune de Flines-lez-Raches et se jette  dans la Scarpe canalisée à Saint-Amand-les-Eaux, après avoir traversé sept communes.
Le Marichon, d'une longueur de 10 km, prend sa source dans la commune de Flines-lez-Raches et se jette  dans le canal du Décour sur la commune, après avoir traversé deux communes.

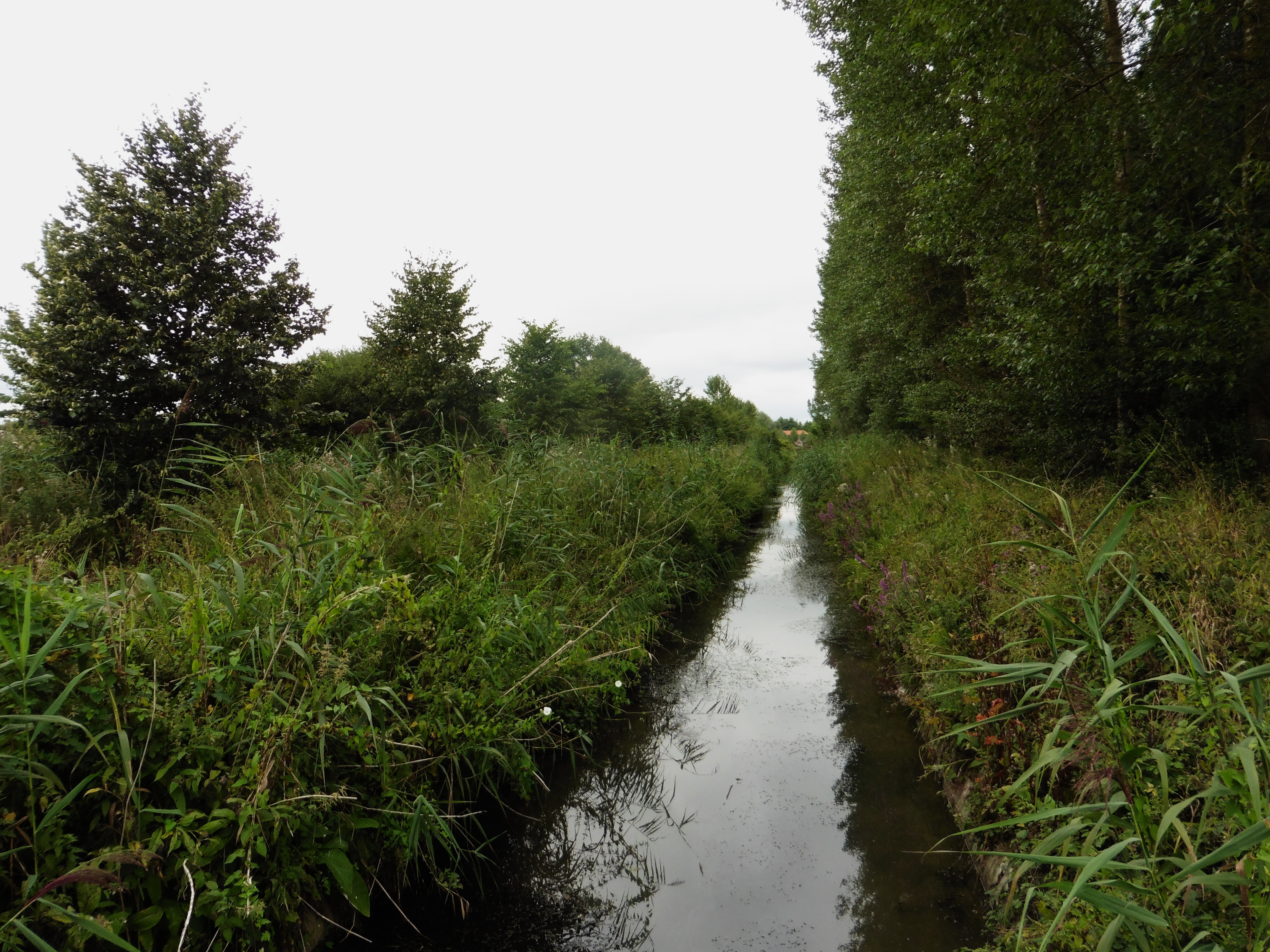
La Râches à Marchiennes.
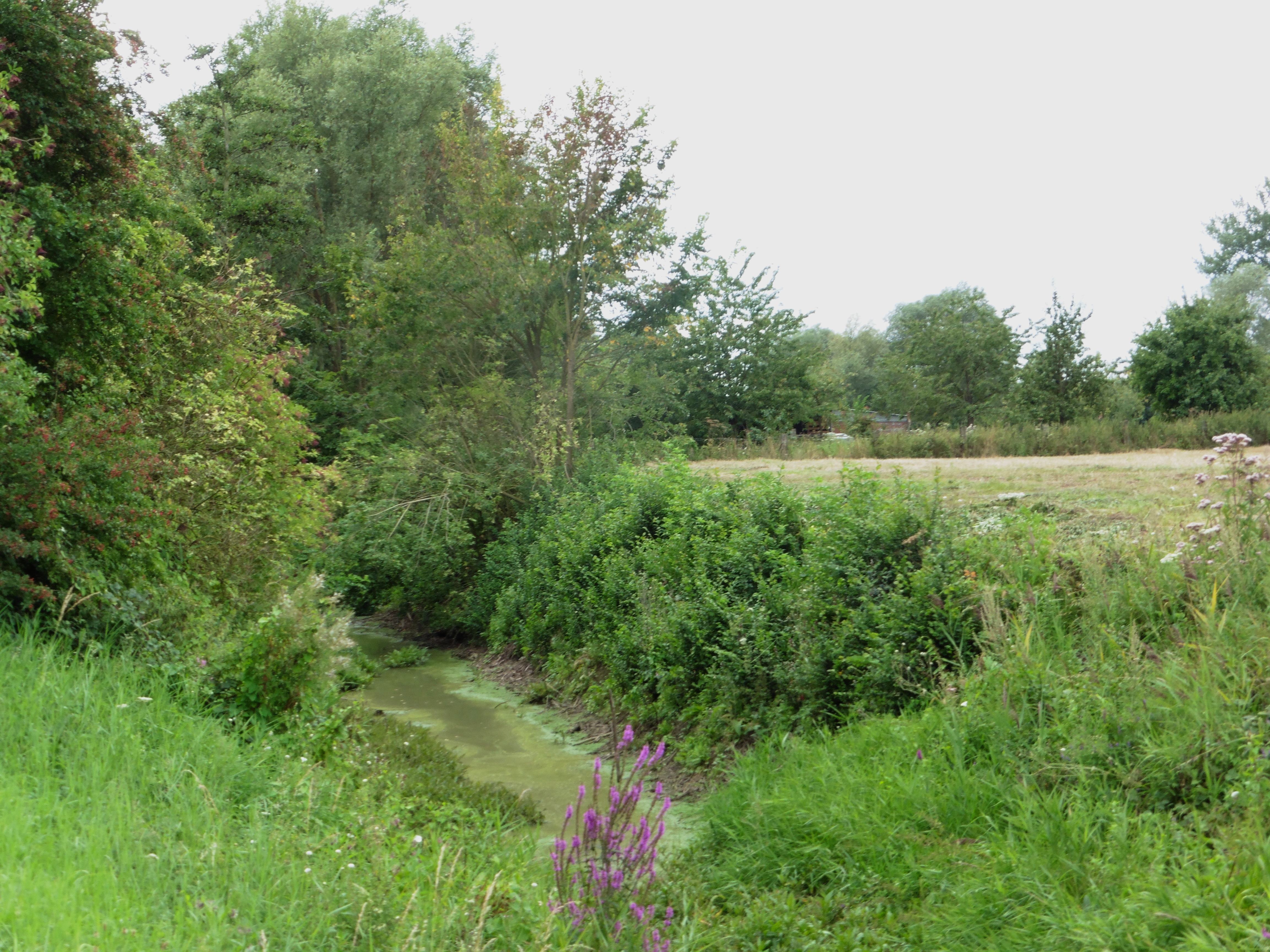
Le Courant de Coutiches.
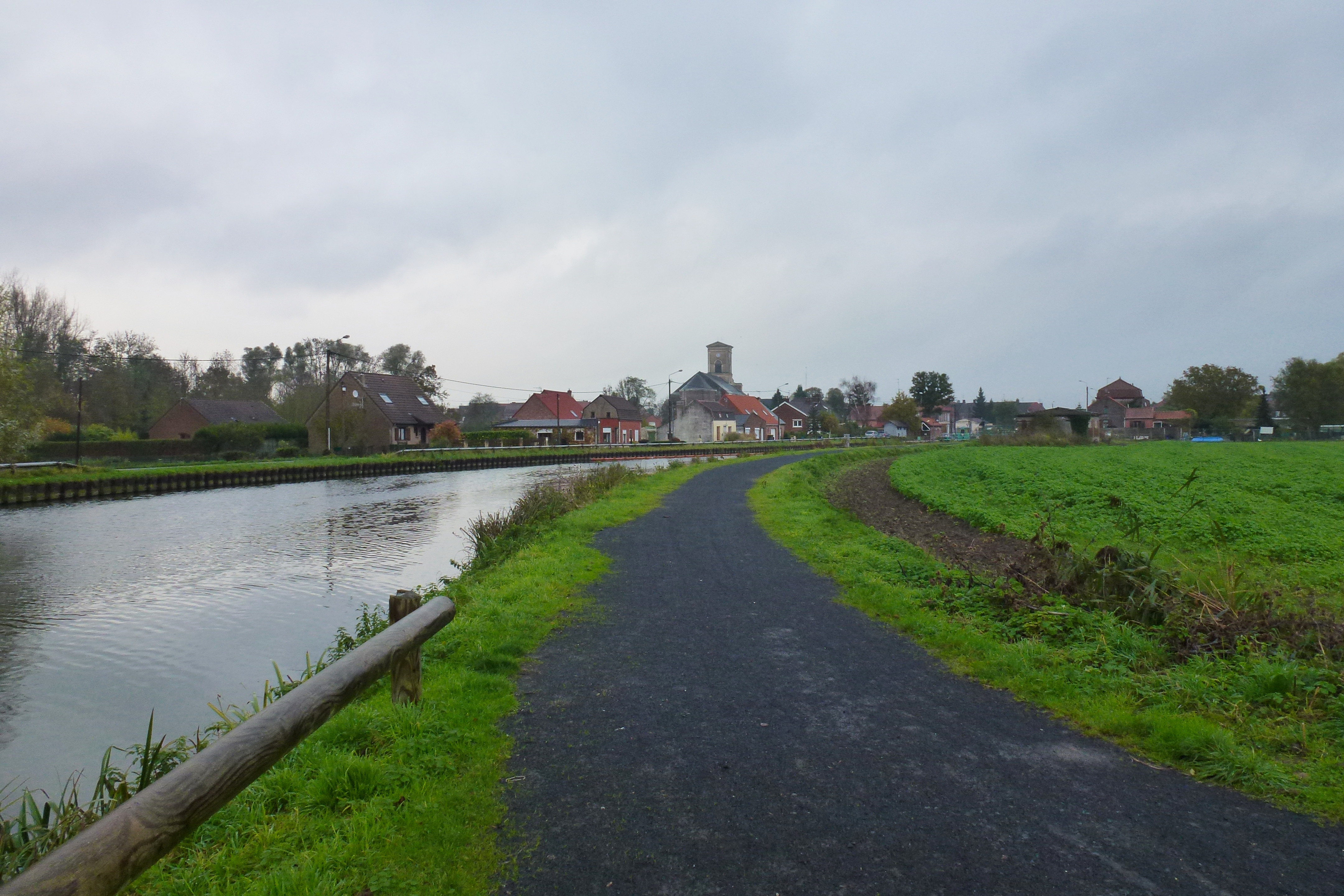
La Scarpe à Marchiennes.

#### Gestion et qualité des eaux
Le territoire communal est couvert par le schéma d'aménagement et de gestion des eaux (SAGE) « Scarpe aval ». Ce document de planification concerne un territoire de 624 km2 de superficie, délimité par le bassin versant de la Scarpe aval, comprenant la Pévèle, la plaine de la Scarpe et le bassin minier avec l'Ostrevent. Le périmètre a été arrêté le 18 mars 1997 et le SAGE proprement dit a été approuvé le 12 mars 2009, puis révisé le 5 juillet 2021. La structure porteuse de l'élaboration et de la mise en œuvre est le parc naturel régional Scarpe-Escaut.
La qualité des cours d'eau peut être consultée sur un site dédié géré par les agences de l'eau et l'Agence française pour la biodiversité.

### Climat
Pour des articles plus généraux, voir Climat des Hauts-de-France et Climat du Nord.
En 2010, le climat de la commune est de type climat océanique dégradé des plaines du Centre et du Nord, selon une étude du CNRS s'appuyant sur une série de données couvrant la période 1971-2000. En 2020, Météo-France publie une typologie des climats de la France métropolitaine dans laquelle la commune est exposée à un climat océanique et est dans la région climatique Nord-est du bassin Parisien, caractérisée par un ensoleillement médiocre, une pluviométrie moyenne régulièrement répartie au cours de l'année et un hiver froid (3 °C).
Pour la période 1971-2000, la température annuelle moyenne est de 10,6 °C, avec une amplitude thermique annuelle de 14,5 °C. Le cumul annuel moyen de précipitations est de 675 mm, avec 11,8 jours de précipitations en janvier et 9,1 jours en juillet. Pour la période 1991-2020, la température moyenne annuelle observée sur la station météorologique la plus proche, située sur la commune de Cappelle-en-Pévèle à 14 km à vol d'oiseau, est de 11,1 °C et le cumul annuel moyen de précipitations est de 736,6 mm,. Pour l'avenir, les paramètres climatiques de la commune estimés pour 2050 selon différents scénarios d'émission de gaz à effet de serre sont consultables sur un site dédié publié par Météo-France en novembre 2022.

### Milieux naturels et biodiversité

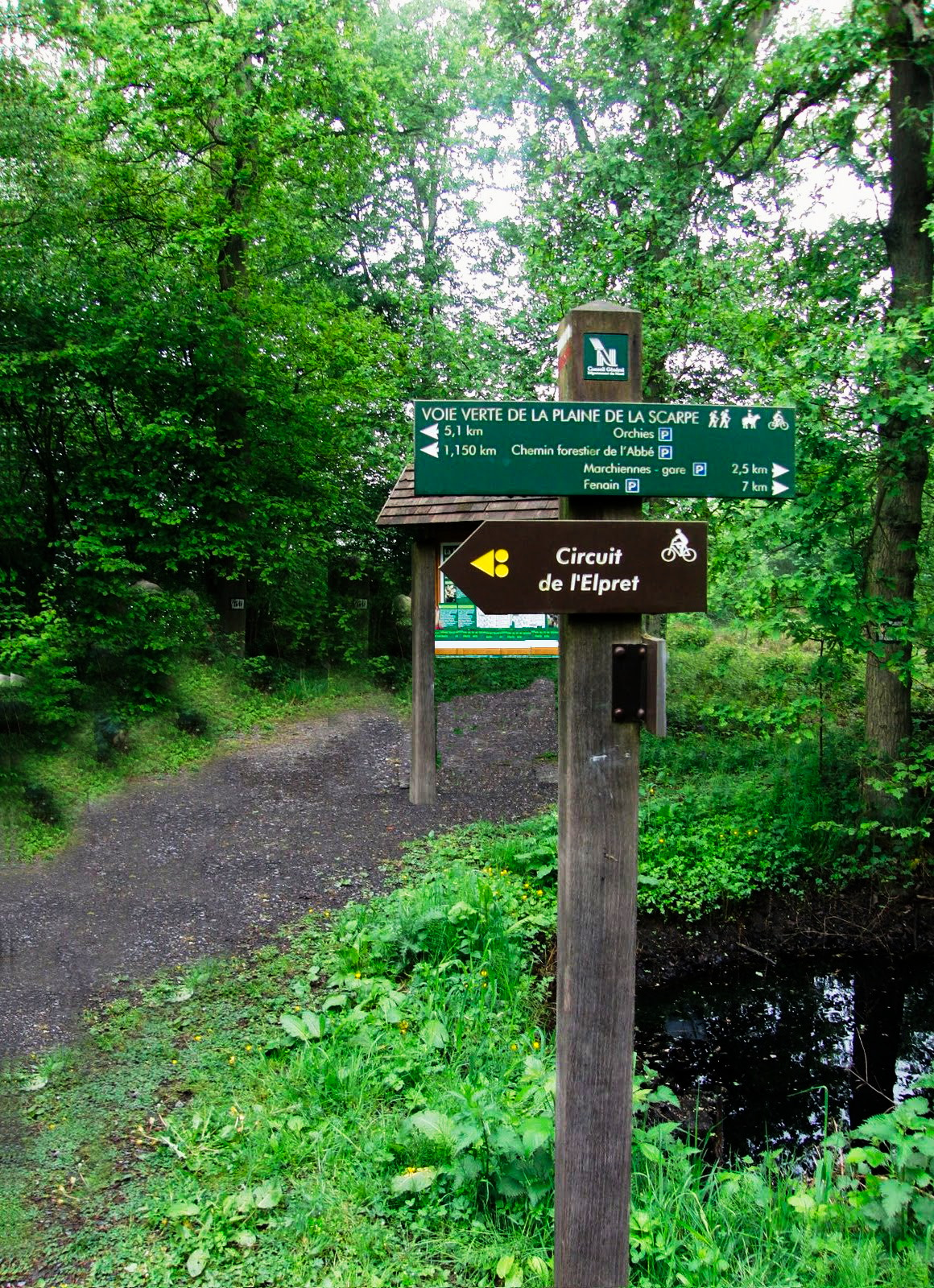
Forêt domaniale de Marchiennes.- Circuit de l'Elpret

La forêt domaniale de Marchiennes d'environ 800 hectares composée entre autres de pins sylvestres et de chênes se trouve sur le territoire communal. Elle accueille plus de 110 000 visiteurs par an.

## Urbanisme

### Typologie
Au 1er janvier 2024, Marchiennes est catégorisée bourg rural, selon la nouvelle grille communale de densité à sept niveaux définie par l'Insee en 2022.
Elle appartient à l'unité urbaine de Marchiennes, une agglomération intra-départementale regroupant deux  communes, dont elle est ville-centre,,.
Par ailleurs la commune fait partie de l'aire d'attraction de Lille (partie française), dont elle est une commune de la couronne,. Cette aire, qui regroupe 201 communes, est catégorisée dans les aires de 700 000 habitants ou plus (hors Paris),.

### Occupation des sols

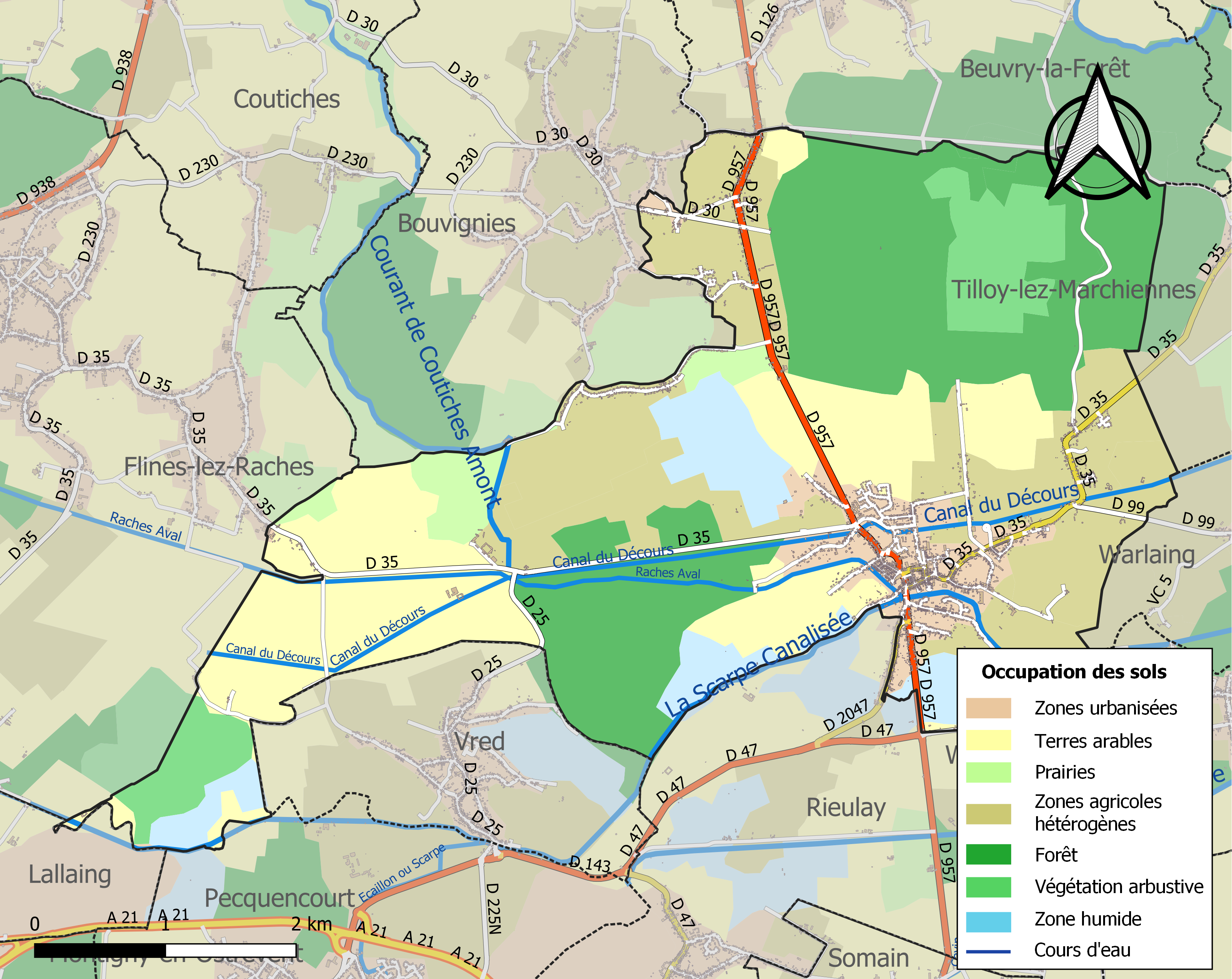
Carte des infrastructures et de l'occupation des sols de la commune en 2018 (CLC).

L'occupation des sols de la commune, telle qu'elle ressort de la base de données européenne d'occupation biophysique des sols Corine Land Cover (CLC), est marquée par l'importance des territoires agricoles (50,6 % en 2018), en augmentation par rapport à 1990 (49,8 %).
La répartition détaillée en 2018 est la suivante : forêts (28,7 %), zones agricoles hétérogènes (25 %), terres arables (22,8 %), zones humides intérieures (7,6 %), zones urbanisées (6,6 %), milieux à végétation arbustive et/ou herbacée (6,5 %), prairies (2,7 %).
L'évolution de l'occupation des sols de la commune et de ses infrastructures peut être observée sur les différentes représentations cartographiques du territoire : la carte de Cassini (XVIIIe siècle), la carte d'état-major (1820-1866) et les cartes ou photos aériennes de l'IGN pour la période actuelle (1950 à aujourd'hui).

### Lieux-dits, hameaux et écarts

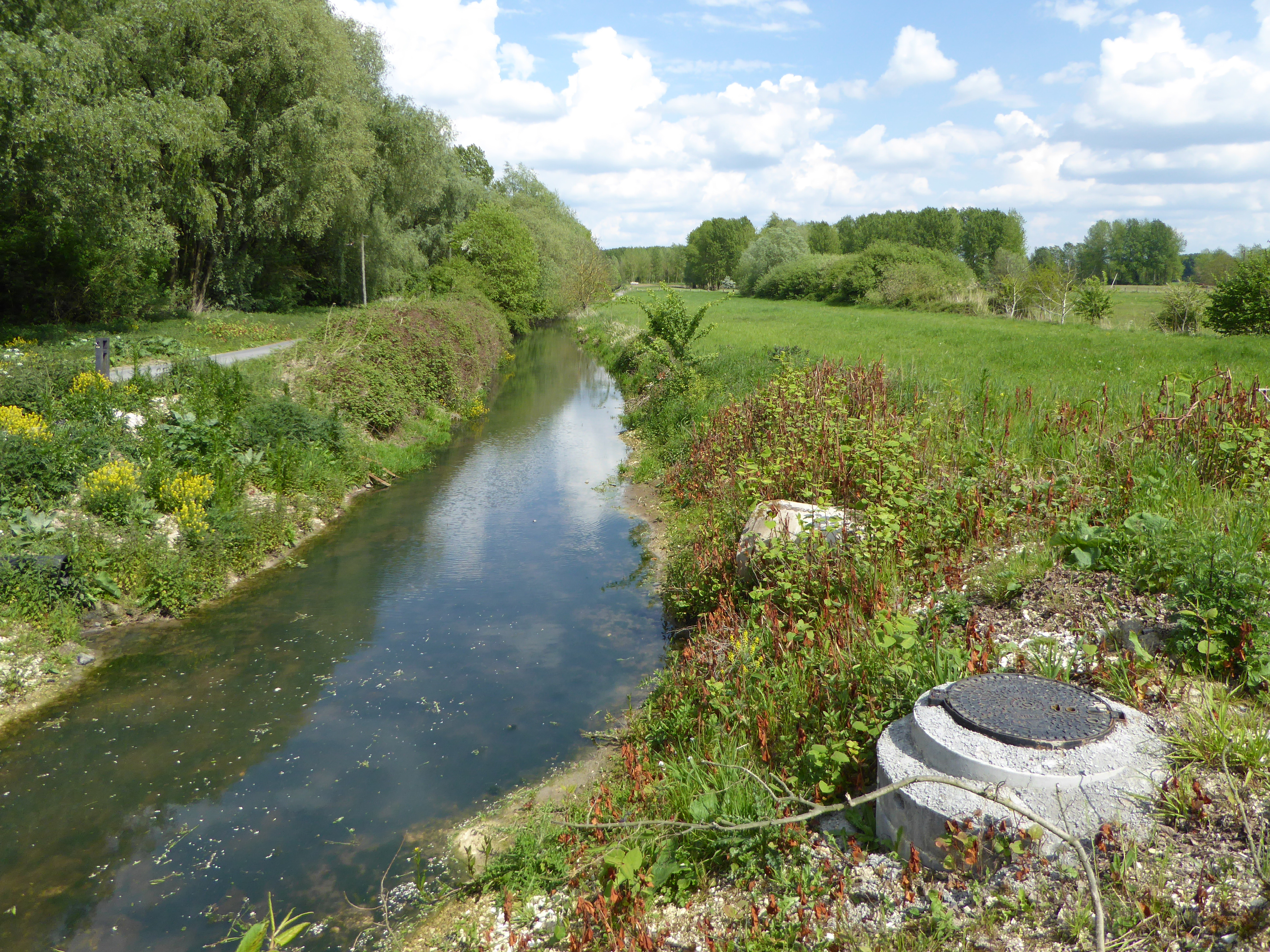
Le Décours au hameau d' Elpret

Plusieurs hameaux sont rattachés à Marchiennes :
Elpret est un hameau situé à l'est de la commune et est traversé par la D39 qui relie Warlaing à Rosult. La rue principale d'Elpret est la rue du Hameau qui est en fait la D39. Quelques pâtés de maisons s'y construisent car la zone est très attractive : en effet, la forêt domaniale de Marchiennes est tout de suite au nord d'Elpret.
Sec Marais est un hameau situé au nord de la commune et est traversé par la D957 qui relie Somain à Orchies. La rue principale de Sec Marais est la route départementale dite "Route Nationale". C'est un hameau qui a connu une forte expansion par sa proximité de l'autoroute A23 (à Orchies) et à la lisière de la forêt domaniale de Marchiennes.
Le Catellet est un hameau situé à l'ouest de la commune en direction de Flines-lez-Raches.

### Habitat et logement
En 2021, le nombre total de logements dans la commune était de 2 041, alors qu'il était de 1 963 en 2016 et de 1 913 en 2011.
Parmi ces logements, 91,6 % étaient des résidences principales, 1 % des résidences secondaires et 7,3 % des logements vacants. Ces logements étaient pour 87,5 % d'entre eux des maisons individuelles et pour 12,4 % des appartements.
Le tableau ci-dessous présente la typologie des logements à Marchiennes en 2021 en comparaison avec celle du Nord et de la France entière. Une caractéristique marquante du parc de logements est ainsi la faible proportion des résidences secondaires et logements occasionnels (1 %) par rapport au département (1,8 %) et à la France entière (9,7 %).
| Typologie                                               | Marchiennes | Nord | France entière |
| ------------------------------------------------------- | ----------- | ---- | -------------- |
| Résidences principales (en %)                           | 91,6        | 90,9 | 82,2           |
| Résidences secondaires et logements occasionnels (en %) | 1           | 1,8  | 9,7            |
| Logements vacants (en %)                                | 7,3         | 7,4  | 8,1            |

### Voies de communication et transports
La commune est desservie par les lignes 19, 120 et 121 du réseau urbain Évéole ainsi que par la ligne 851 du réseau interurbain Arc-en-Ciel 2.

## Toponymie
Marsenne en flamand.
Marchiennes fut, encore au début du XIXe siècle, séparé en Marchiennes-Ville et Marchiennes-Campagne. La Scarpe formait la séparation. Depuis 1946, Marchiennes-Campagne a été rattaché à la commune de Rieulay

## Histoire

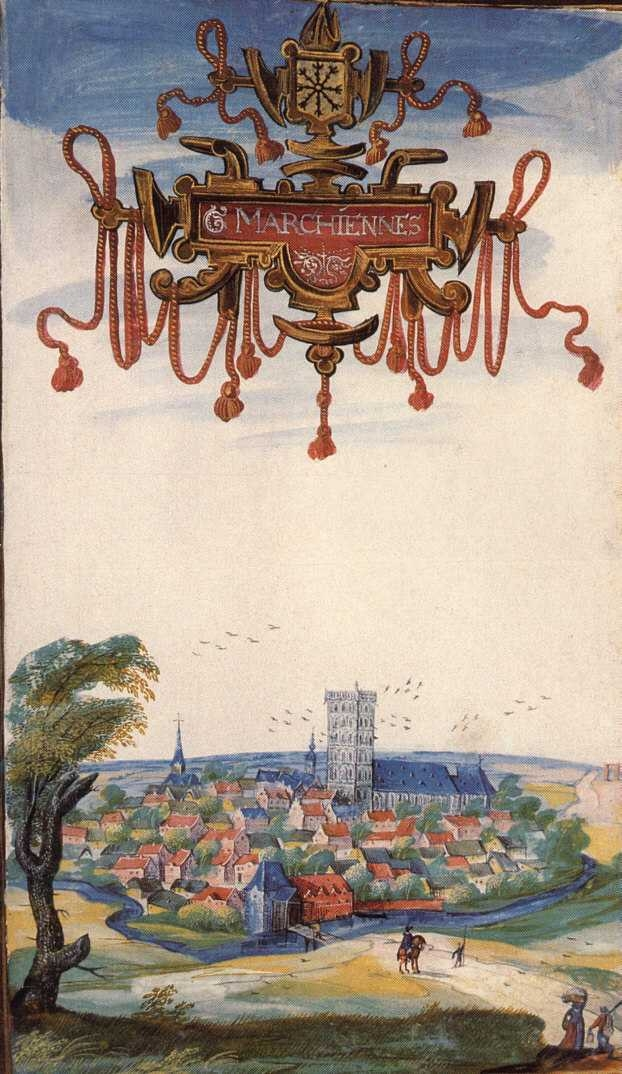
Cartulaire de 1603 du Duc Charles de Croÿ représentant Marchiennes

### Temps modernes
Marchiennes fut aussi le théâtre d'un des derniers procès de sorcellerie en France qui envoya Péronne Goguillon sur le bûcher en 1679 ainsi que quatre autres femmes dont sa propre fille[réf. nécessaire].
Du 24 juillet au 30 juillet 1712, durant la guerre de Succession d'Espagne, eut lieu le siège de Marchiennes.

### Révolution française et Empire
Pendant les guerres de la Révolution française, les armées, française et ennemie, ont cherché à contrôler Marchiennes en 1792 et 1793. La ville a beaucoup souffert des combats.
En 1808, on trouve à Marchiennes un dépôt de sûreté, où on enferme les petits délinquants avant leur transfert en maison d'arrêt.

### Époque contemporaine
Verrerie Sainte-Rictrude ou Société Hubert, Haydin & cie de Marchiennes
Il existait une gare aujourd'hui désaffectée : la Gare de Marchiennes.
L'église possède un orgue de François-Joseph Carlier datant de 1837. Il s'agit d'un des derniers témoins quasiment intact de la facture des Carlier. Le buffet de l'orgue est inscrit et la partie instrumentale classée au titre des monuments historiques.
Autrefois, l'église possédait un carillon de 37 notes. La majorité des cloches furent réquisitionnées par l'occupant en 1918.

## Politique et administration

### Rattachements administratifs et électoraux

#### Rattachements administratifs
La commune se trouve depuis 1926 dans l'arrondissement de Douai du département du Nord.
Elle était depuis 1793 le chef-lieu du canton de Marchiennes. Dans le cadre du redécoupage cantonal de 2014 en France, cette circonscription administrative territoriale a disparu, et le canton n'est plus qu'une circonscription électorale.

#### Rattachements électoraux
Pour les élections départementales, la commune fait partie depuis 2014 du canton de Sin-le-Noble.
Pour l'élection des députés, elle fait partie de la seizième circonscription du Nord.

### Intercommunalité
Marchiennes était membre de la  communauté de Communes de l'Est du Douaisis (CCED), un établissement public de coopération intercommunale (EPCI) à fiscalité propre créé fin 2000 et auquel la commune a transféré un certain nombre de ses compétences, dans les conditions déterminées par le code général des collectivités territoriales.
En 2006, cette intercommunalité prend le nom de communauté de communes Cœur d'Ostrevent puis, en 2025, se transforme en communauté d'agglomération sous la dénomination de communauté d'agglomération Cœur d'Ostrevent. La commune en est donc membre.

### Tendances politiques et résultats
Un article publié dans La Voix du Nord no 24306 du 4 août 2020 indique que Serge Gaillot, sous l'étiquette du Rassemblement pour la République, est devenu maire à l'âge de 27 ans à la suite des élections municipales de juin 1995, où sa liste recueille 51,30 % des suffrages exprimés. Un recours annule l'élection, et un nouveau vote est organisé en 1996 où sa liste est cette fois largement réélue.
La liste menée par Serge Gaillot lors des élections municipales de mars 2001 est élue dès le premier tour avec 55,10 % des suffrages exprimés. Serge Gaillot est suspendu de ses fonctions durant un mois par un arrêté du ministère de l'Intérieur en 2003, à cause de la mauvaise santé financière de la commune. Une suspension définitive survient en 2006 et de nouvelles élections sont organisées. Les ennuis judiciaires se poursuivent pour Serge Gaillot avec d'autres affaires, il est notamment incarcéré sur l'île de La Réunion en 2020.
Claude Merly devient maire en 2006.
Lors du premier tour des élections municipales le 15 mars 2020, vingt-sept sièges sont à pourvoir ; on dénombre 3 674 inscrits, dont 1 914 votants (52,10 %), 18 votes blancs (0,94 %) et 1 876 suffrages exprimés (98,01 %). La liste divers droite Marchiennes de toutes les forces menée par le maire sortant Claude Merly recueille 1 295 voix (69,03 %) et remporte ainsi vingt-quatre sièges au conseil municipal contre deux pour la liste divers centre Marchiennes j'y crois du conseiller municipal d'opposition Jocelyn Oger avec 365 voix (19,46 %) et un pour la liste divers gauche J'M 2020 menée par Jocelyne Malfigan avec 216 voix (11,51 %),. Le confinement lié à la pandémie de Covid-19 retarde d'environ deux mois l'élection des maires par les nouveaux conseils municipaux. Claude Merly est réélu maire le 23 mai avec vingt-quatre voix, une minute de silence a été faite en hommage au conseiller municipal René Gos, mort le 25 avril.

### Politique locale
Claude Merly, ancien maire de Marchiennes, a été renvoyé en correctionnelle en 2021 pour soupçons de favoritisme. Il est soupçonné d'avoir favorisé certaines entreprises pour des marchés publics de la ville notamment le marché de la réhabilitation de la mairie. Les faits ont été dénoncés par plusieurs de ses anciens adjoints. Le 16 mars 2021, Claude Merly est reconnu coupable et condamné à dix mois d'emprisonnement avec sursis et d'une peine d'un an d'inéligibilité. En janvier 2022, cette peine sera alourdie en appel à trois ans d'inéligibilité. Finalement, en février 2022, Claude Merly adresse sa lettre de démission au préfet et renonce ainsi à se pourvoir en cassation. Il purgera sa peine de deux ans d'inéligibilité.
L'actuel maire de Marchiennes est Laurent Martinez, ancien adjoint de Claude Merly.

### Liste des maires
| Période        | Période        | Identité                       | Étiquette    | Qualité                                                                            |
| -------------- | -------------- | ------------------------------ | ------------ | ---------------------------------------------------------------------------------- |
|                |                |                                |              |                                                                                    |
| avant 1803     | après 1807     | M. Lherbier                    |              |                                                                                    |
|                |                |                                |              |                                                                                    |
|                | septembre 1821 | Eugène Desart                  |              |                                                                                    |
| octobrfe 1821  | octobre 1830   | Horries Pagniez                |              |                                                                                    |
| octobre 1830   |                | François Joseph Lecocq         |              |                                                                                    |
|                | octobre 1842   | Jules César Alexandre Lherbier |              | Mort en fonction                                                                   |
| octobre 1842   | octobre 1843   | Adolphe Henri Roch Chery       |              | Maire par intérim                                                                  |
|                |                |                                |              |                                                                                    |
| septembre 1865 | avril 1871     | Édouard Noël Piedanna          |              |                                                                                    |
| avril 1871     | novembre 1873  | Auguste Maton                  |              |                                                                                    |
| avril 1874     | années 1880    | Édouard Noël Piedanna          |              |                                                                                    |
| avril 1884     | janvier 1890   | Auguste Maton                  |              | Mort en fonction                                                                   |
| janvier 1891   | octobre 1911   | Félix Maton                    |              | Avocat Officier de l'instruction publique Juge de paix suppléant                   |
| octobre 1911   | décembre 1919  | René Bigo                      |              | Maire par intérim jusqu’en novembre 1911 puis élu maire                            |
| 1919           | janvier 1922   | Fernand Maton                  |              | Avocat Mort en fonction,                                                           |
|                |                |                                |              |                                                                                    |
| avril 1931     | septembre 1944 | Maurice Boulongne              |              |                                                                                    |
| 1947           | 1953           | Edmond Servais                 |              |                                                                                    |
| 1953           | 1965           | Gabriel Saison                 |              |                                                                                    |
| 1965           | 1971           | Edmond Groulez                 |              |                                                                                    |
| mars 1971      | mars 1989      | Moïse Dufour                   | app. PCF     | Ancien résistant, déporté au camp de Nauthausen Commandeur de la Légion d’honneur  |
| mars 1989      | juin 1995      | Jean-Pierre Lemaire            | PS           |                                                                                    |
| juin 1995      | 2006           | Serge Gaillot,                 | RPR puis UMP |                                                                                    |
| 2006           | Février 2024   | M. Claude Merly                | DVD          | Démissionnaire à la suite d'une condamnation à l'inéligibilité                     |
| mars 2024      | En cours       | Laurent Martinez               |              | Fonctionnaire de police Vice président de la CC puis CA Cœur d’Ostrevent (2020 → ) |

## Jumelages
| Ville | Ville       | Pays | Pays        | Période     |
| ----- | ----------- | ---- | ----------- | ----------- |
|       | Speldhurst, |      | Royaume-Uni | depuis 1999 |

## Équipements et services publics

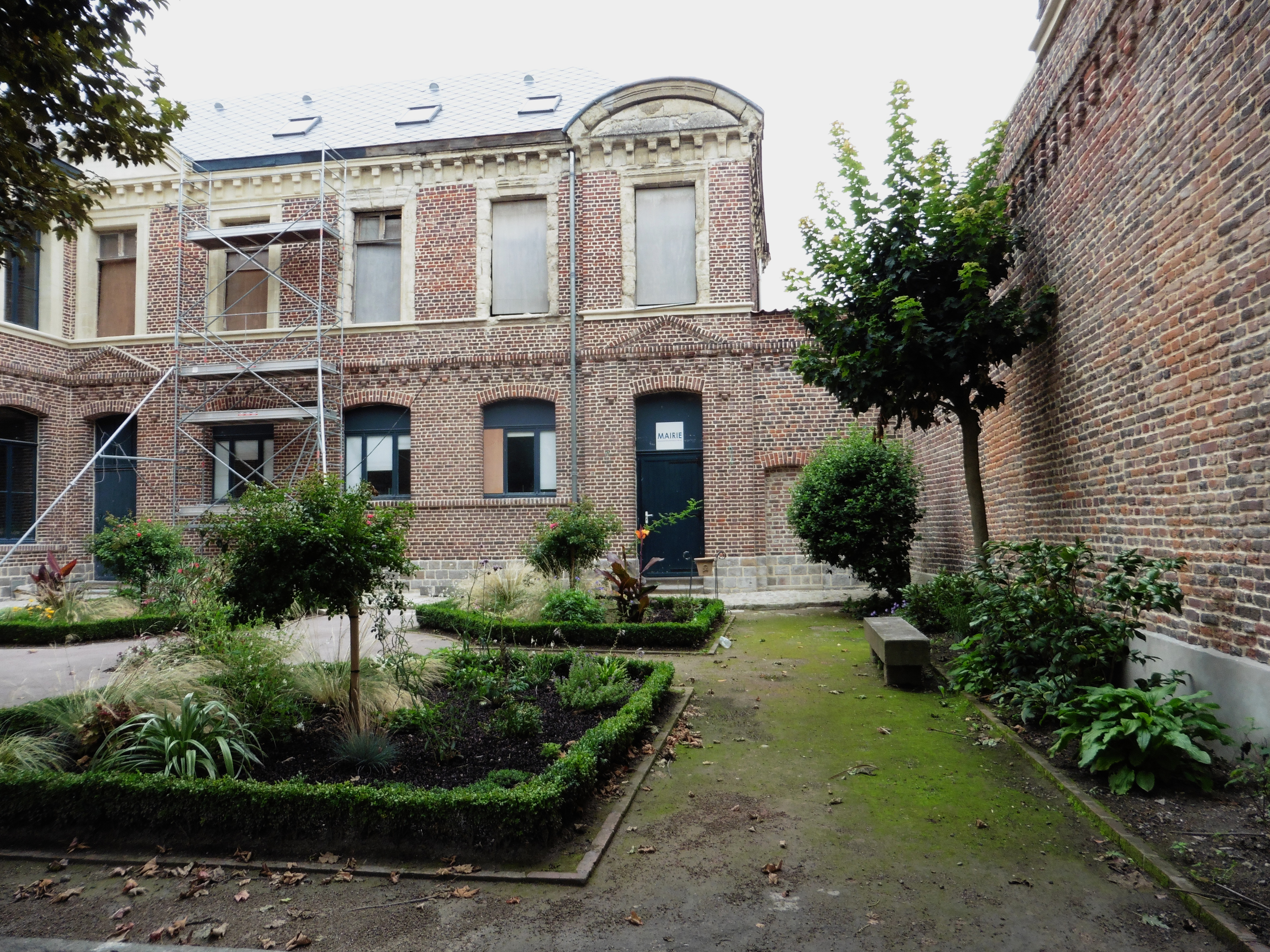
La mairie de Marchiennes, entrée rue Corbineau.
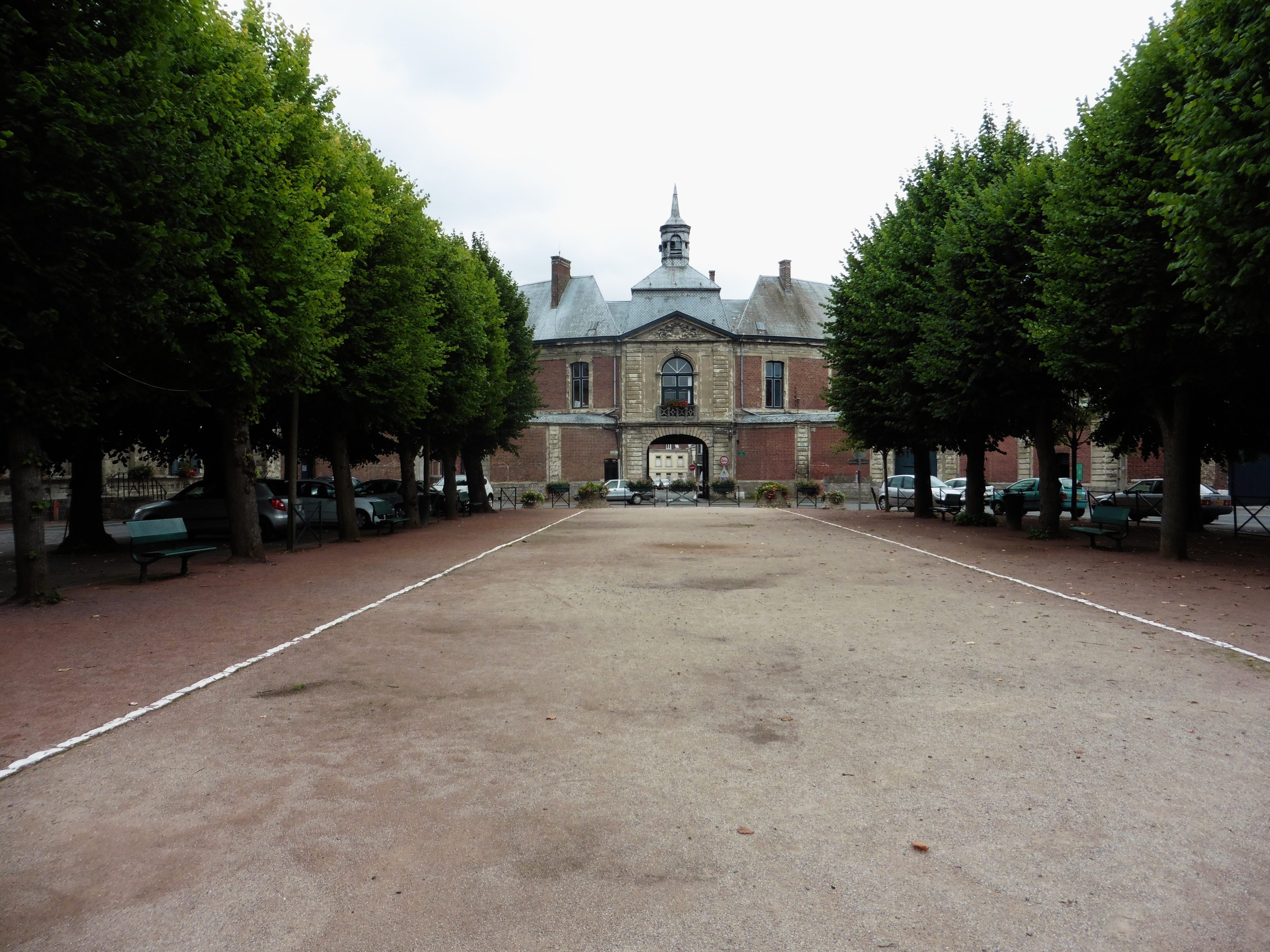
La maire de Marchiennes, vue de la Place Gambetta.
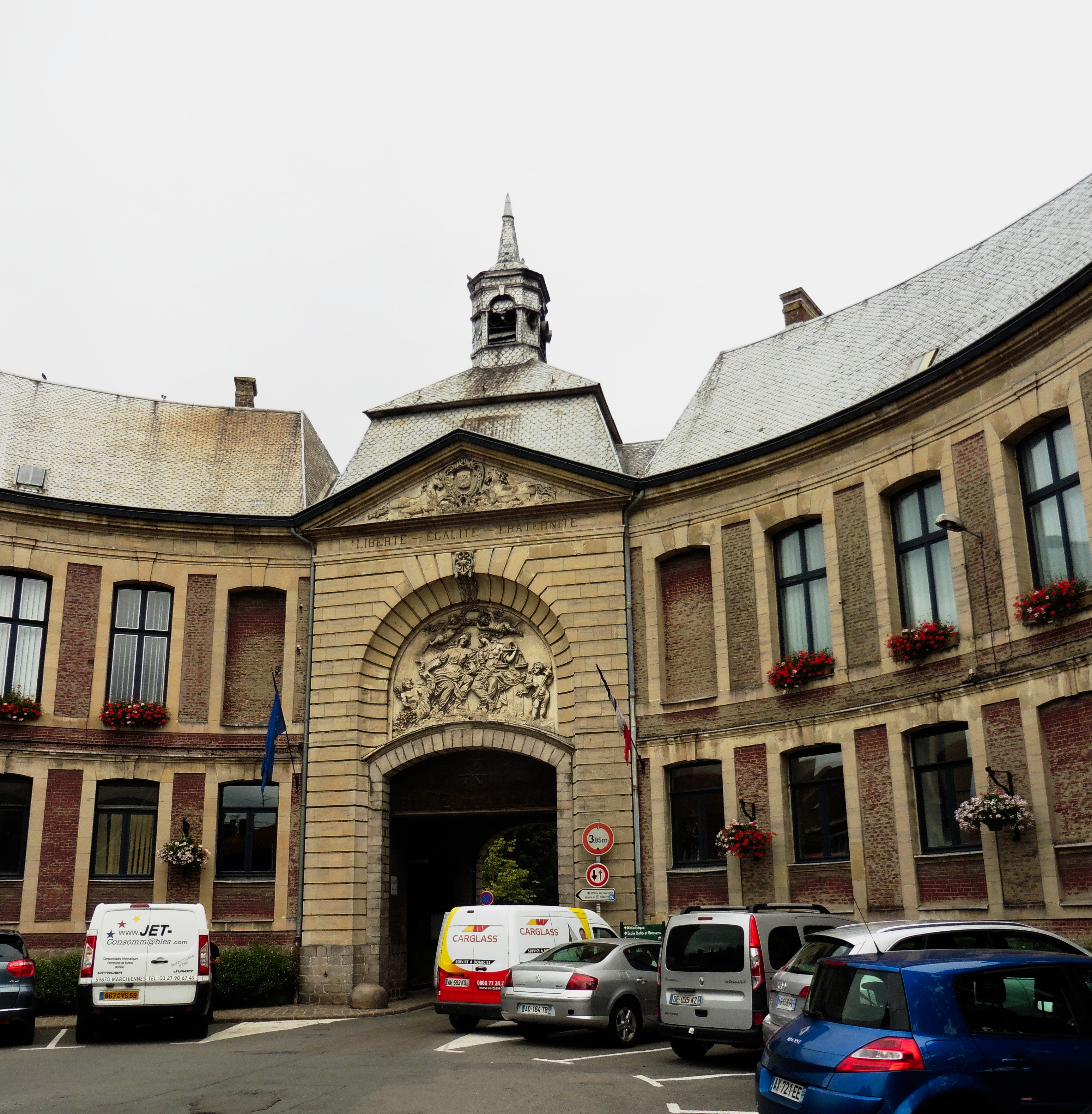
Le porche de la mairie de Marchiennes.
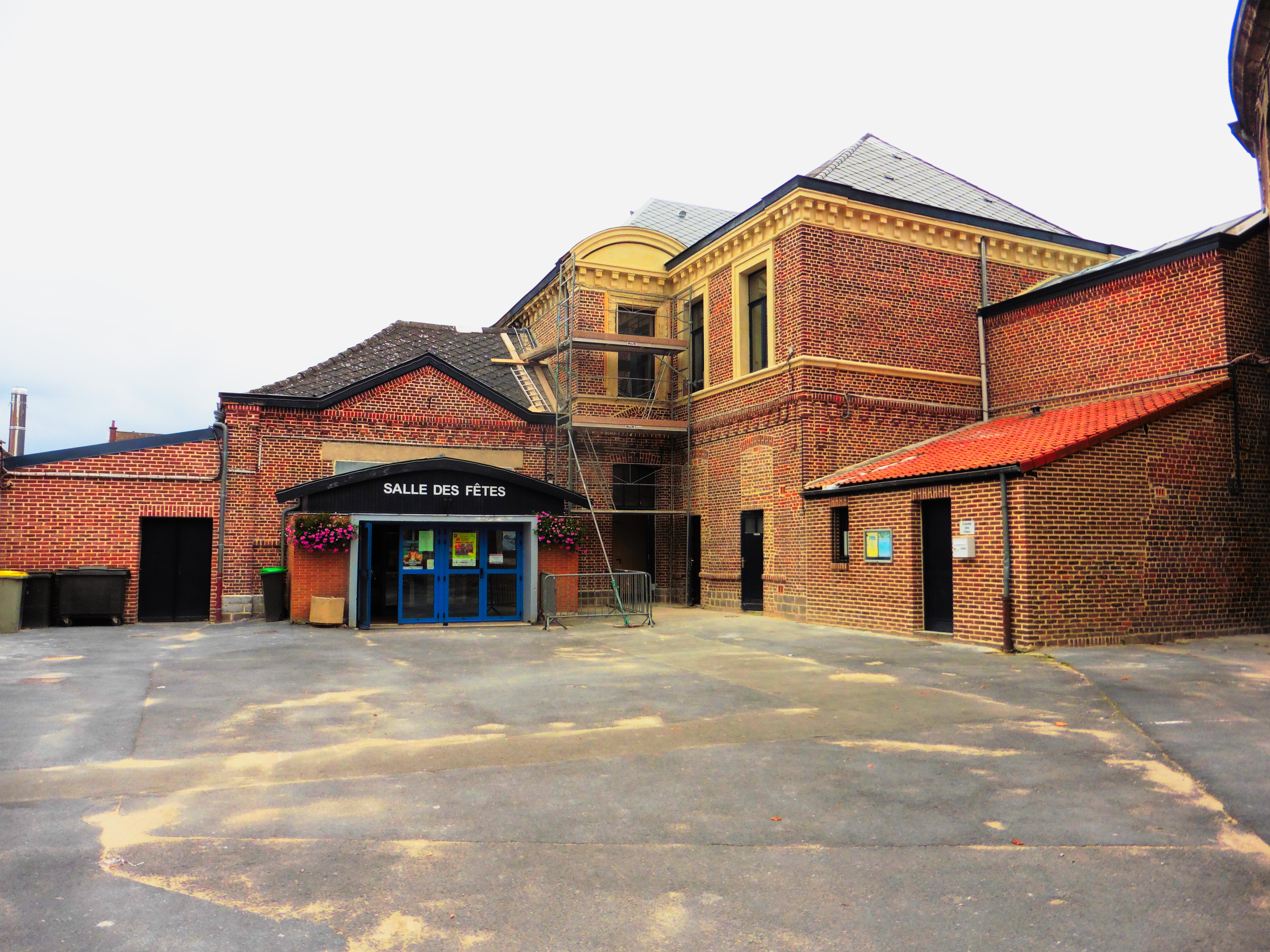
La salle des fêtes de Marchiennes.
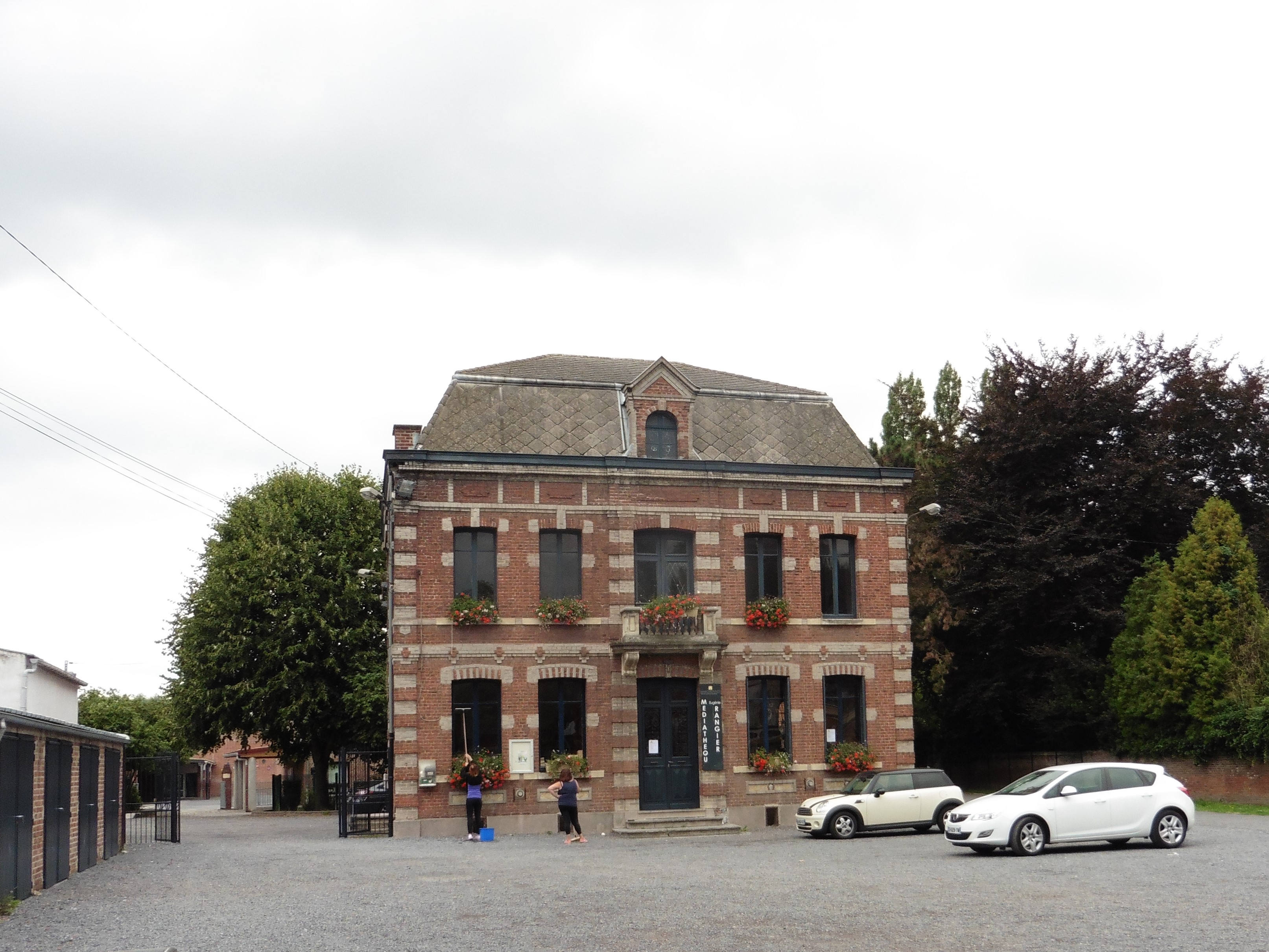
la médiathèque Marchiennes 01.

## Population et société

### Démographie
Les habitants sont appelés les Marchiennois(es)

#### Évolution démographique
L'évolution du nombre d'habitants est connue à travers les recensements de la population effectués dans la commune depuis 1793. Pour les communes de moins de 10 000 habitants, une enquête de recensement portant sur toute la population est réalisée tous les cinq ans, les populations de référence des années intermédiaires étant quant à elles estimées par interpolation ou extrapolation. Pour la commune, le premier recensement exhaustif entrant dans le cadre du nouveau dispositif a été réalisé en 2004.

En 2022, la commune comptait 4 506 habitants, en évolution de −1,89 % par rapport à 2016 (Nord : +0,51 %, France hors Mayotte : +2,11 %).
| 1793  | 1800  | 1806  | 1821  | 1831  | 1836  | 1841  | 1846  | 1851  |
| ----- | ----- | ----- | ----- | ----- | ----- | ----- | ----- | ----- |
| 2 500 | 2 209 | 2 355 | 2 456 | 2 505 | 2 614 | 2 848 | 2 965 | 3 047 |

| 1856  | 1861  | 1866  | 1872  | 1876  | 1881  | 1886  | 1891  | 1896  |
| ----- | ----- | ----- | ----- | ----- | ----- | ----- | ----- | ----- |
| 3 066 | 3 180 | 3 274 | 3 335 | 3 432 | 3 388 | 3 295 | 3 258 | 3 246 |

| 1901  | 1906  | 1911  | 1921  | 1926  | 1931  | 1936  | 1946  | 1954  |
| ----- | ----- | ----- | ----- | ----- | ----- | ----- | ----- | ----- |
| 3 436 | 3 580 | 3 623 | 3 546 | 3 638 | 3 528 | 3 390 | 3 157 | 3 393 |

| 1962  | 1968  | 1975  | 1982  | 1990  | 1999  | 2004  | 2006  | 2009  |
| ----- | ----- | ----- | ----- | ----- | ----- | ----- | ----- | ----- |
| 3 417 | 3 375 | 3 267 | 3 564 | 4 164 | 4 641 | 4 660 | 4 690 | 4 745 |

| 2014  | 2019  | 2022  | - | - | - | - | - | - |
| ----- | ----- | ----- | - | - | - | - | - | - |
| 4 634 | 4 584 | 4 506 | - | - | - | - | - | - |

#### Pyramide des âges
La population de la commune est relativement jeune.
En 2018, le taux de personnes d'un âge inférieur à 30 ans s'élève à 34,4 %, soit en dessous de la moyenne départementale (39,5 %). À l'inverse, le taux de personnes d'âge supérieur à 60 ans est de 24,0 % la même année, alors qu'il est de 22,5 % au niveau départemental.
En 2018, la commune comptait 2 260 hommes pour 2 327 femmes, soit un taux de 50,73 % de femmes, légèrement inférieur au taux départemental (51,77 %).
Les pyramides des âges de la commune et du département s'établissent comme suit.
| Hommes | Classe d’âge | Femmes |
| ------ | ------------ | ------ |
| 0,7    | 90 ou +      | 1,6    |
| 4,5    | 75-89 ans    | 8,2    |
| 16,6   | 60-74 ans    | 16,3   |
| 21,3   | 45-59 ans    | 21,0   |
| 20,0   | 30-44 ans    | 21,1   |
| 17,4   | 15-29 ans    | 13,1   |
| 19,7   | 0-14 ans     | 18,6   |

| Hommes | Classe d’âge | Femmes |
| ------ | ------------ | ------ |
| 0,5    | 90 ou +      | 1,4    |
| 5,3    | 75-89 ans    | 8,1    |
| 14,8   | 60-74 ans    | 16,2   |
| 19,1   | 45-59 ans    | 18,4   |
| 19,5   | 30-44 ans    | 18,7   |
| 20,7   | 15-29 ans    | 19,1   |
| 20,2   | 0-14 ans     | 18     |

### Manifestations culturelles et festivités
Depuis 1991, pour conjurer l'époque révolue des procès en sorcellerie, 30 000 personnes assistent chaque année, le premier dimanche d'octobre, aux célèbres Cucurbitades, fête de la Courge et de la Sorcellerie, fête poétique, culturelle et envoûtante[réf. nécessaire].

## Économie

### Fromages
Chévrerie du Cattelet de Marchiennes

## Culture locale et patrimoine

### Lieux et monuments
- L'abbaye de Marchiennes

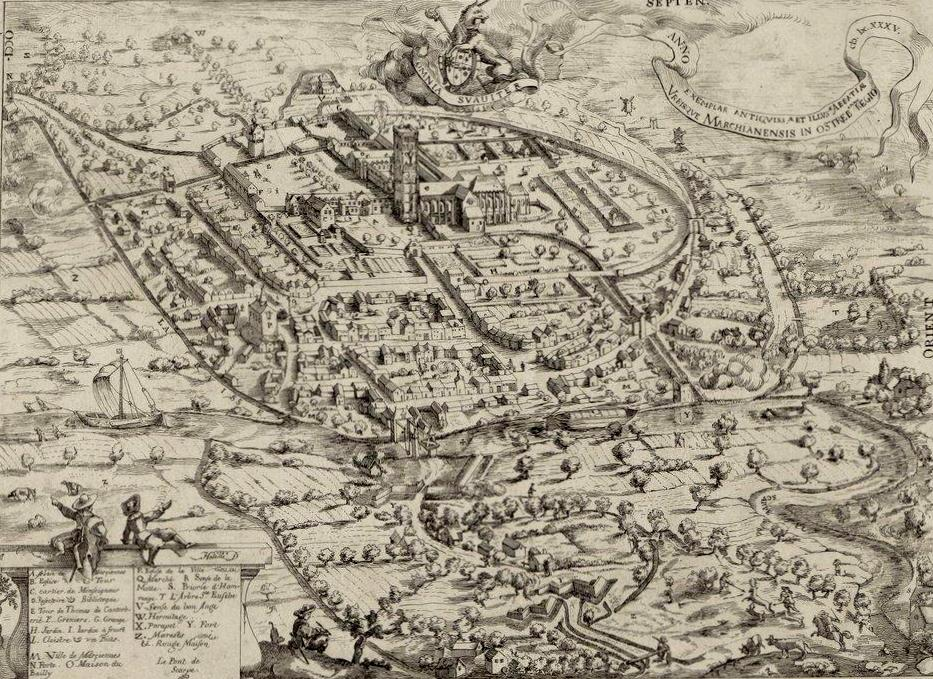
Plan de Marchiennes et son abbaye en 1635

Marchiennes est riche d'un beau patrimoine historique dont témoignent encore les vestiges d'une tuilerie romaine sur la base de loisirs des Evoiche (tuile et brique). De plus par interprétation, on peut apparenter le nom de la ville à la Villa de Marcius, les vestiges d'une abbaye fondée en 630 par Adalbaud, comte de Douai. Sainte Rictrude, son épouse, aristocrate d'Aquitaine, créa en 643 un monastère double comprenant une communauté de femmes et une autre d'hommes. Leur fille, sainte Adalsinde (fêtée le 25 décembre), fut l'une des abbesses de la communauté des moniales.
À la fin du Xe siècle, il ne reste aucune trace de la communauté masculine sauf quelques chanoines. En 1024, les moniales sont remplacées par des moines bénédictins. Après l'abbatiat désastreux de Fulcard de Landas (1103-1115), l'abbé Amand du Chastel prend l'initiative d'un renouveau institutionnel et artistique qui durera jusqu'à la fin du XIIe siècle et dont témoignent un chartier riche ainsi qu'une collection diverse de textes hagiographiques et historiographiques.
On pénètre sur la place de l'abbaye par deux portes monumentales d'un grand intérêt architectural, le bâtiment de l'actuel hôtel de ville et le Colombier. Le fronton de l'église Sainte-Rictrude est marqué de la devise républicaine, « Liberté, Égalité, Fraternité ». Cette inscription a été ajoutée le 20 mai 1903 à la suite d'un conseil municipal à la proposition de l'un des membres.

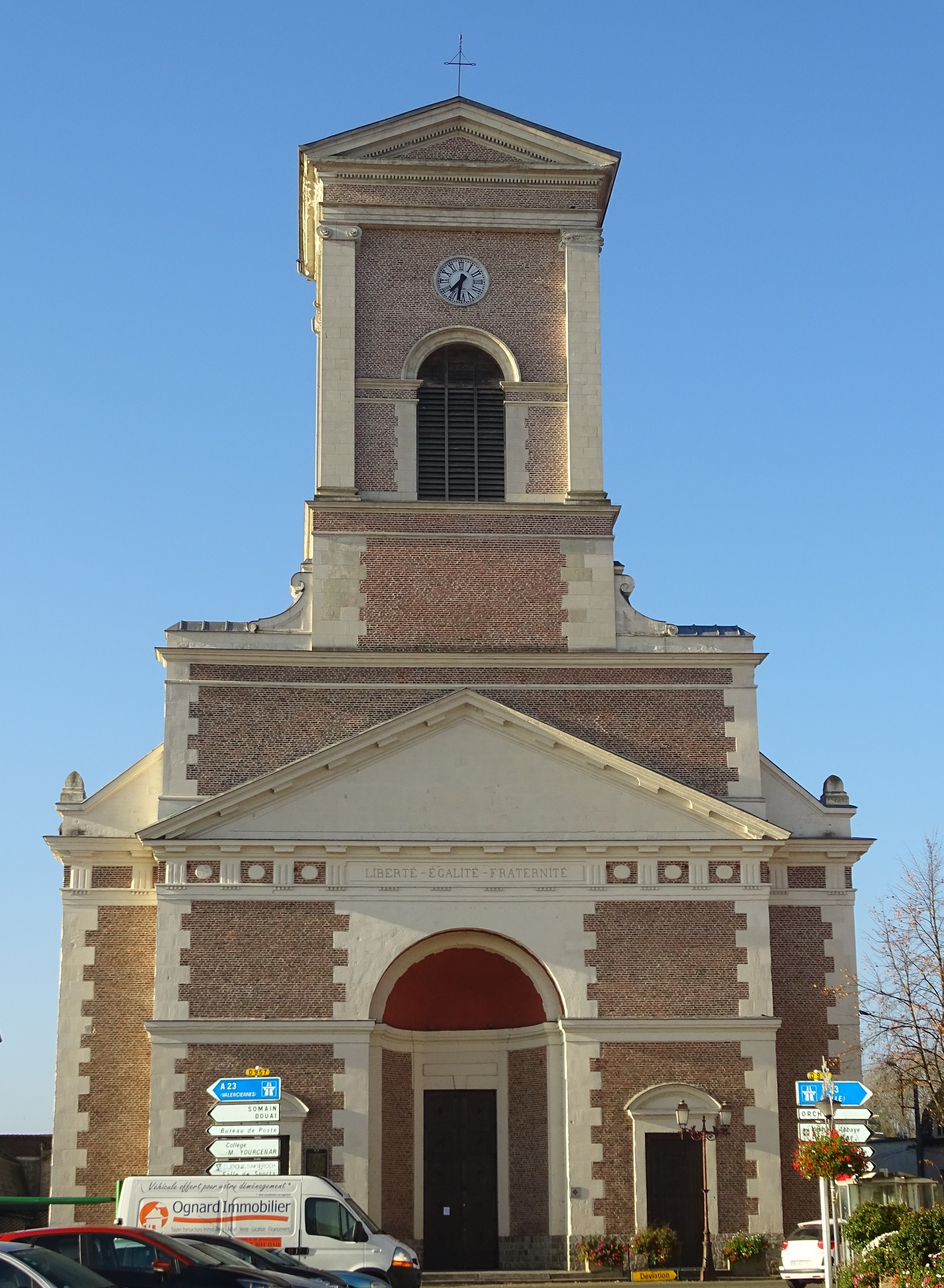
L'église Sainte-Rictrude.

Le 16 mai 1133, les reliques de Sainte Eusébie furent transportés à Marchiennes « où les os avaient été montrés, sains et entiers, aux fidèles, aux religieuses et aux enfants des écoles ».
- L'église Sainte-Rictrude
- L'oratoire Saint-Roch, la chapelle Notre-Dame-d'Elpret, la chapelle Sainte-Eusébie, l'oratoire Notre-Dame-de-Lourdes, la chapelle Saint-Roch
- Musée de Marchiennes
- Forêt domaniale de Marchiennes
- Verrerie Sainte-Rictrude[62] ou Société Hubert, Haydin & cie[63] de Marchiennes

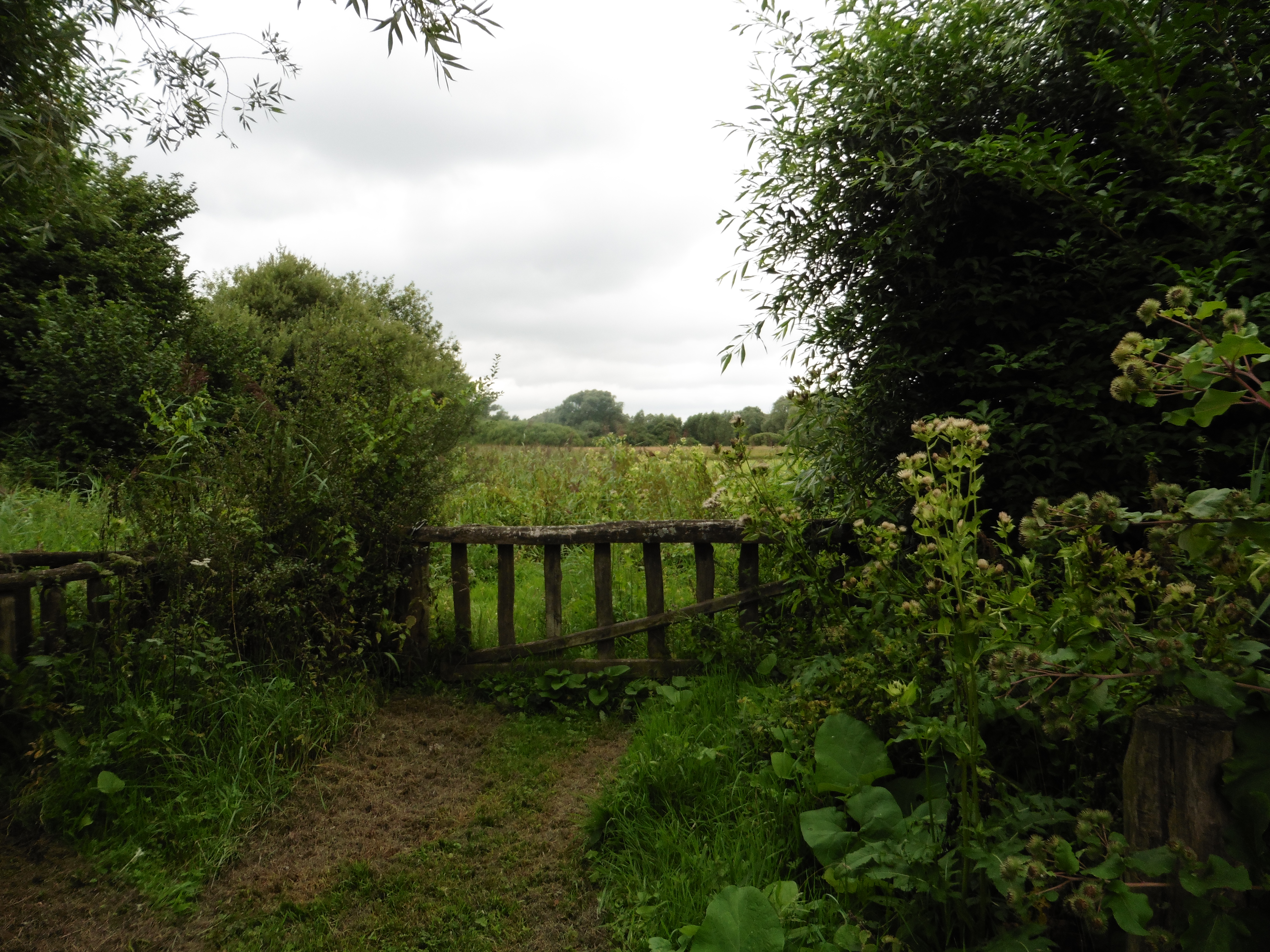
la Réserve naturelle régionale du pré des Nonnettes.
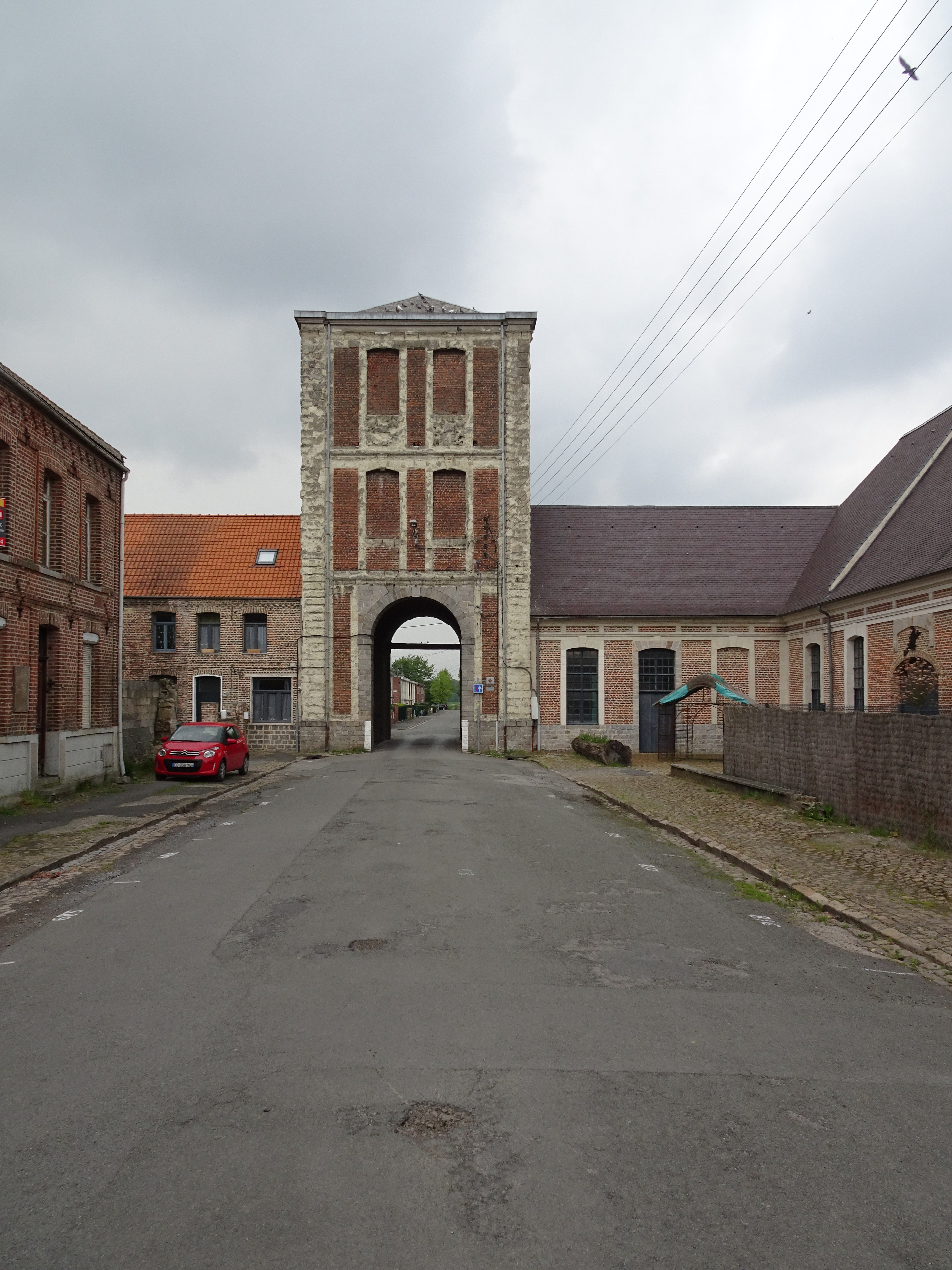
l'ancienne brasserie Dufour Notice no IA59000146, sur la plateforme ouverte du patrimoine, base Mérimée, ministère français de la Culture.
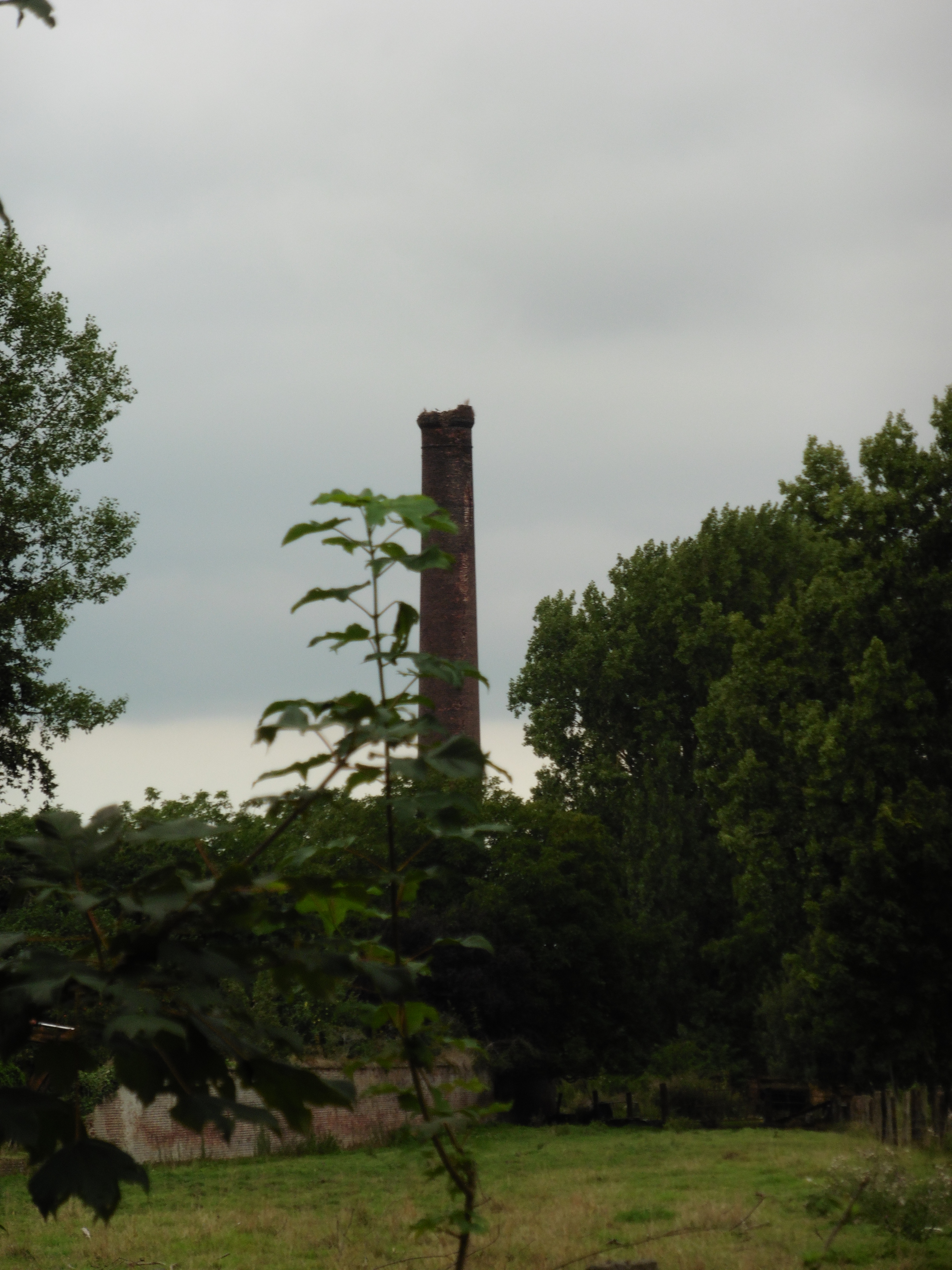
Cheminée de la verrerie Sainte Rictrude.
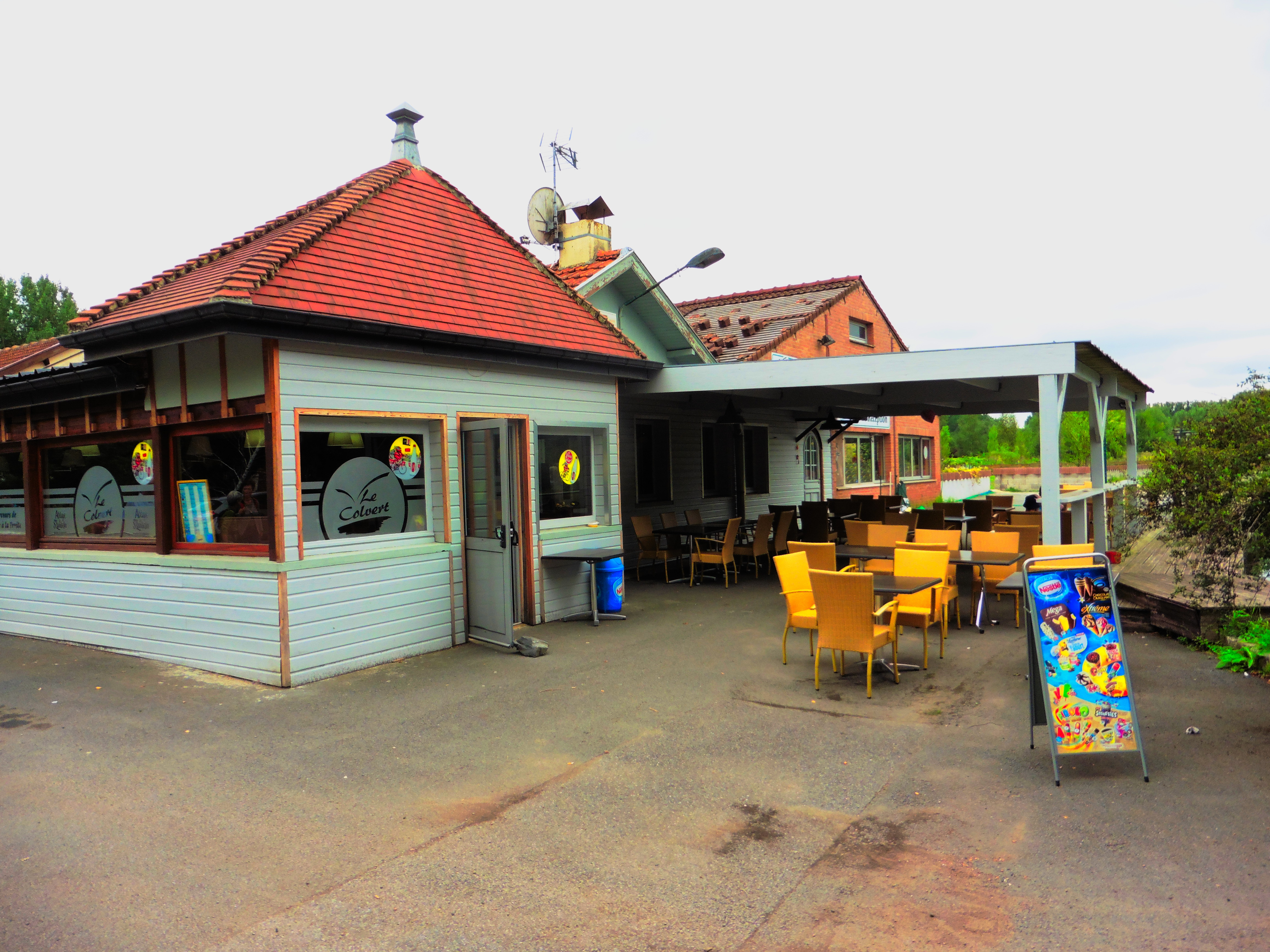
Marchiennes.-La base de loisirs des EvoÏches.
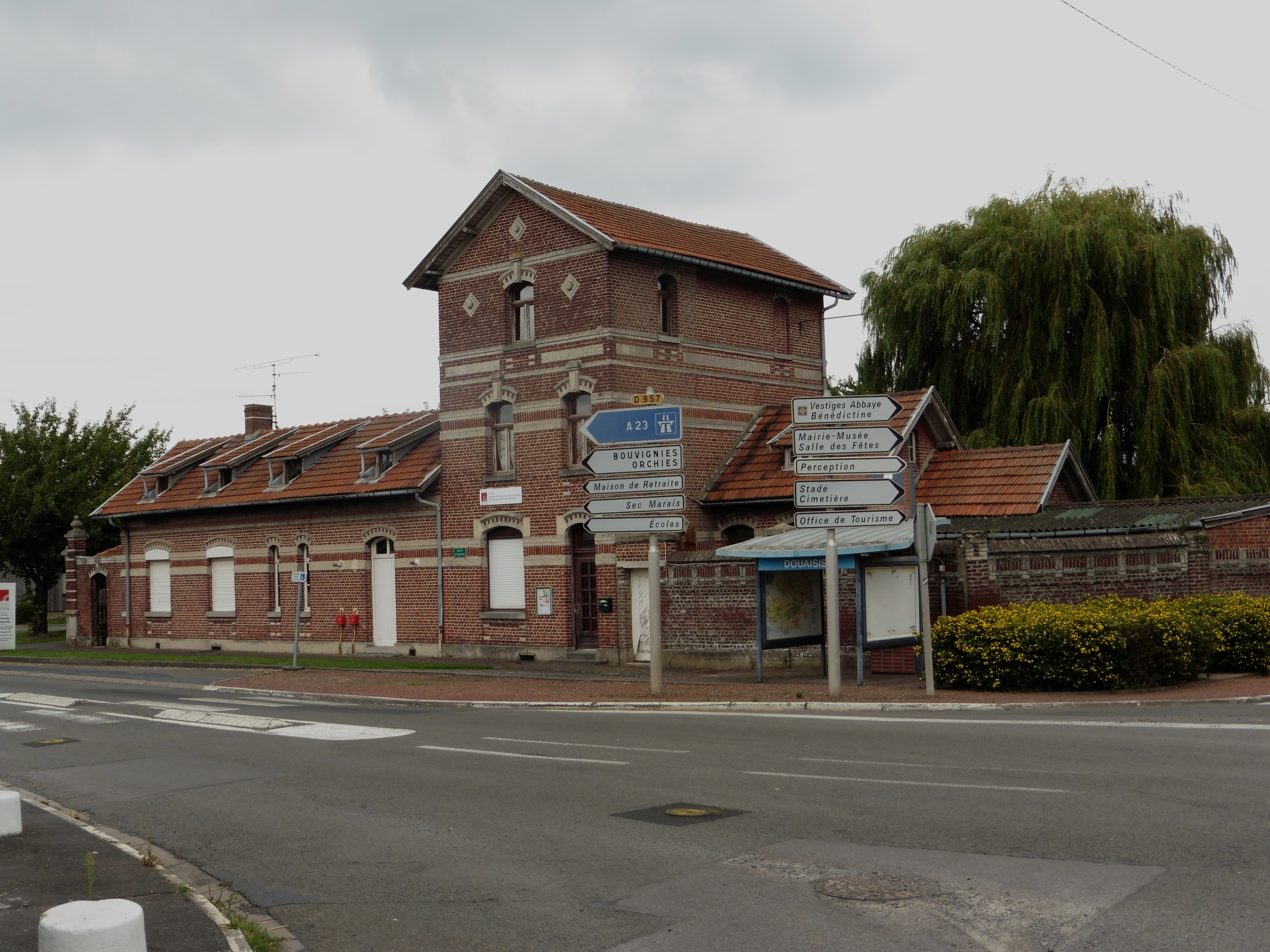
Clic Du Pevele Ostrevent (Centre Local D'Information Et De Coordination).

### Personnalités liées à la commune

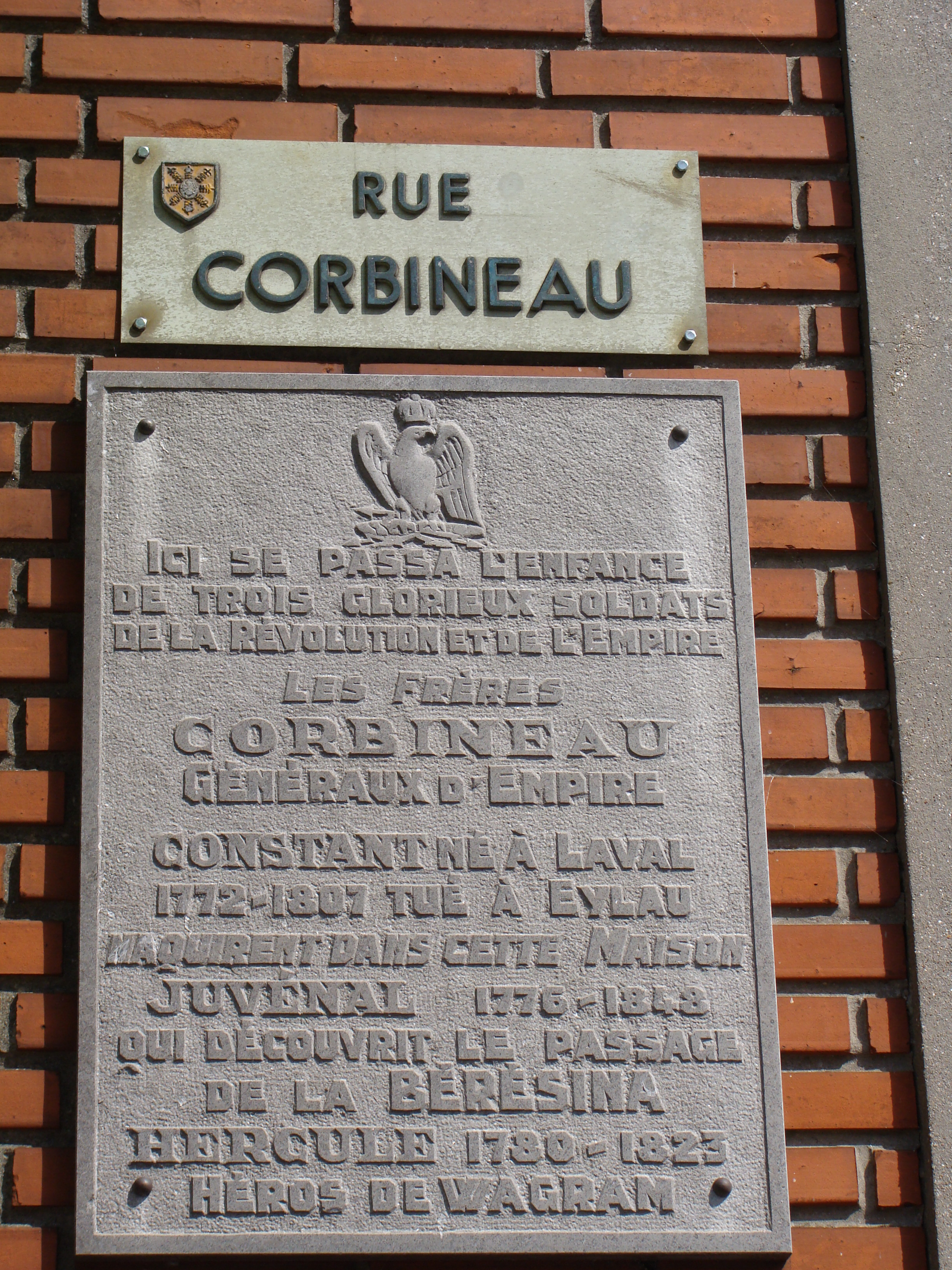
Marchiennes plaque commémorative aux trois frères Corbineau

- Lieu de naissance de personnages illustres dont Jean-Baptiste Juvénal Corbineau, né à Marchiennes le 1er août 1776, général d'empire sous Napoléon Ier qui sauva la Grande Armée lors de la retraite de Russie en découvrant le passage de la Bérézina. Avec ses deux frères, Claude-Constant et Hercule Corbineau, généraux d'empire, ils étaient appelés par Napoléon les « Trois Horaces » en référence à la mythologie romaine.
- Marchiennes est aussi le lieu de naissance en 1905 du célèbre peintre Félix Labisse, lié au mouvement surréaliste sans y adhérer, connu entre autres pour ses Femmes bleues.
- Jean Moral (1906-1999), photographe, né à Marchiennes.
- Alain Deloeuil, ancien coureur cycliste, né à Marchiennes.
- Jules Mougin (1912-2010), poète français né à Marchiennes.

### Folklore
La commune a pour géant Pelotin le Marchiennois, baptisé le 1er mai 2010 par l'abbé Pierre-Marie Verhægge. Il fait suite à la relance de la fête du Muguet par la municipalité en 2009 et symbolise le jeu de paume. Il est fabriqué par Emmanuel Michiels, qui a notamment réalisé ceux de Montigny-en-Ostrevent, Hornaing, Fenain, Masny..., professeur d'arts plastiques à la retraite. L'habit et le gant sont réalisés par la sinoise Brigitte Renard. Le géant mesure 3,60 mètres, pèse soixante-dix kilos, et a un diamètre de 1,40 mètre. Il est monté sur roulettes et poussé de l'intérieur par une personne. Il a pour parrain Gauthier de Châtillon, le géant de Bruille-lez-Marchiennes.

### Marchiennes dans les arts et la culture
Marchiennes est mentionné dans la première phrase de Germinal d'Émile Zola (1885), où « la grande route de Marchiennes à Montsou, dix kilomètres de pavé coupant tout droit » est évoquée.
On peut évoquer également Joseph Balsamo d'Alexandre Dumas, dans lequel on évoque le siège de Marchiennes en 1712 par le Maréchal de Villars.

### Héraldique
| Blason de Marchiennes | Blason  | D'or à une escarboucle de sable, chargée en cœur d'un rubis de gueules. |
| Blason de Marchiennes | Détails | Le statut officiel du blason reste à déterminer.                        |

## Pour approfondir